# フランク・アルバレス
フランク・アベル・アルバレス・ディアス（Frank Abel Álvarez Díaz、1999年1月16日 - ）は、キューバのピナール・デル・リオ州ピナール・デル・リオ出身のプロ野球選手（投手）。右投右打。メキシカンリーグのオアハカ・ウォーリアーズ所属。

## 経歴

### 来日前
2018年にキューバ国内リーグのベゲーロス・デ・ピナール・デル・リオと契約し、同年にデビュー。
2021年5月に行われた東京オリンピックのアメリカ大陸予選にキューバ代表として参加し、10月に行われたWBSC U-23ワールドカップでもキューバ代表に選出された。その後、11月13日にギジェルモ・ガルシアと共に中日ドラゴンズと育成契約を結んだ。背番号は202。

### 中日時代
2023年1月26日に、2023 ワールド・ベースボール・クラシックに出場する第5回WBCキューバ代表のメンバーとしてライデル・マルティネスやジャリエル・ロドリゲスと共に選出された。
2024年10月29日に、翌年の契約を結ばないことを通達された。

### メキシカンリーグ時代
2025年2月6日、メキシカンリーグのオアハカ・ウォーリアーズと契約を結んだ。

## 詳細情報

### 年度別投手成績
- 一軍公式戦出場なし

### WBCでの投手成績
| 年 度 | 代 表    | 登 板 | 先 発 | 勝 利 | 敗 戦 | セ ｜ ブ | 打 者 | 投 球 回 | 被 安 打 | 被 本 塁 打 | 与 四 球 | 敬 遠 | 与 死 球 | 奪 三 振 | 暴 投 | ボ ｜ ク | 失 点 | 自 責 点 | 防 御 率 |
| ----- | -------- | ----- | ----- | ----- | ----- | -------- | ----- | -------- | -------- | ----------- | -------- | ----- | -------- | -------- | ----- | -------- | ----- | -------- | -------- |
| 2023  | キューバ | 2     | 0     | 0     | 0     | 0        | 12    | 2.2      | 2        | 0           | 2        | 0     | 0        | 3        | 1     | 0        | 1     | 1        | 3.38     |

### 背番号
- 202（2022年[2] - 2024年）

### 代表歴
- 2021 WBSC U-23ワールドカップキューバ代表
- 2023 ワールド・ベースボール・クラシック・キューバ代表